# Lakselv
Lakselv  (en same du nord Leavdnja, en kvène Lemmijoki) est la principale agglomération et le centre administratif de la kommune de Porsanger, dans le comté de Finnmark en Norvège. Elle avait 2 146 habitants en 2009.
Lakselv, dont le nom signifie « rivière aux saumons », se situe au fond du fjord de Porsanger, sur la Route européenne 6 (E6) qui relie Oslo à Kirkenes ; elle est reliée au nœud routier de Tana Bru par la route nationale 98 (Riksveg 98, Rv98). Elle possède un aéroport de taille moyenne (Lakselv Lufthavn, Banak), 2,5 km plus au nord, qui propose des liaisons quotidiennes avec Tromsø et Kirkenes (compagnie Widerøe) et régulières avec Alta et Oslo, ainsi des vols charters en été. On y trouve aussi un détachement héliporté de sauvetage, équipé de deux hélicoptères Sikorsky S-61 Seaking. L'aéroport est utilisé par les Forces aériennes royales norvégiennes, ainsi que par les troupes de divers pays de l'OTAN.
Lakselv est par ordre d'importance le quatrième pôle commercial du Finnmark. Elle possède un nombre important d'entreprises et de commerces par rapport au nombre d'habitants, ainsi que des services publics.
Lakselv héberge également depuis le 1er juillet 2006 le Finnmarkseiendomm (FeFo), qui administre 96 % du sol du Finnmark.
Les distractions à Lakselv sont limitées, mais il y existe deux hôtels avec bar et restaurant. La pêche au saumon dans le fleuve Lakselv y est populaire en été, et il existe aussi un petit parcours de golf. Les installations sportives de Porsanger se trouvent à Lakselv, avec notamment une salle de football, un gymnase et un stade.
En juillet a lieu à Brennelvneset le festival de rock dit Midnattsrocken qui rassemble des milliers de participants. Lancé dans les années 1984-1989, il a repris en 2001 après une interruption.

## Personnalités liées
- Lars Iver Strand, footballeur norvégien